# Avion Express
 (janvier 2024).
L'article doit être relu — et modifié si nécessaire — par des contributeurs indépendants pour apporter un regard critique aux contributions effectuées en violation des conditions d'utilisation de Wikipédia, tant sur la forme (notamment concernant le style encyclopédique, la proportionnalité) que sur le fond (la neutralité de point de vue, la qualité et l'indépendance des sources).

Siège d'Avion Express à Vilnius

Avion Express est une société lituanienne d'affrètement d'avion (ACMI) auprès de compagnies aériennes dont le siège est à Vilnius.

## Histoire
Avion Express a été créé en 2005 tout d'abord sous le nom de Nordic Solutions Air Services. La compagnie aérienne exploite à ses débuts quatre avions cargo et passagers Saab 340. En 2008, la société se renomme sous son nom actuel Avion Express. En 2010, Avion Express est acquise par la société d'investissement française Eyjafjoll SAS, formée par Avion Capital Partners of Switzerland avec l'appui d'autres investisseurs.
En 2011, Avion Express présente son premier Airbus A320, son premier avion Airbus à être immatriculé en Lituanie. En décembre, deux autres Airbus A320 rejoignent la flotte. En 2013, Avion Express passe avec succès l'audit de sécurité opérationnelle IOSA et obtient son certificat IATA. Le dernier avion cargo Saab 340 quitte la flotte en mars 2013 . À l'été 2014, la compagnie aérienne compte une flotte composée de 9 Airbus A320 et 2 Airbus A319. La même année, Avion Express ouvre une filiale baptisée Dominican Wings, une compagnie aérienne à bas coûts basée à Saint-Domingue, en République dominicaine. À l'été 2017, Avion Express introduit l'Airbus A321 dans sa flotte.
En juin 2017, Avion Express cède sa participation de 65 % dans Dominican Wings au président de la société, Victor Pacheco,.
En 2019, Avion Express créée Avion Express Malta, une filiale basée à Malte. La société a commencé ses opérations en mai de la même année[réf. à confirmer].
En juin 2023, le groupe possède 36 Airbus A320 et 3 Airbus A321.

## Formation des équipages
Lors du moins d'août 2017, Avion Express signe un partenariat avec la Lithuanian Aviation Academy (VGTU A. Gustaitis 'Aviation Institute). L'objectif principal du partenariat est de fournir aux étudiants en pilotage d'aéronefs et programmes techniques la possibilité d'en apprendre davantage sur l'aviation et la société, d'acquérir de l'expérience par le biais de stages et de rejoindre la compagnie aérienne après leurs études. À l'automne 2017, Avion Express établit un partenariat avec BAA Training sur le programme des cadets pour les personnes n'ayant que peu ou pas d'expérience de vol.

## Destinations
| Pays     | Ville   | Aéroport                          | Remarques      | Réfs   |
| -------- | ------- | --------------------------------- | -------------- | ------ |
| Lituanie | Palanga | Aéroport international de Palanga | Vol saisonnier | [ 11 ] |
| Lituanie | Vilnius | Aéroport de Vilnius               | Vol saisonnier | [ 11 ] |

La compagnie effectue des vols charters pour les tours opérateurs au départ de Vilnius, mais également un service mondial d'ACMI pour les compagnies traditionnelles.

## Flotte

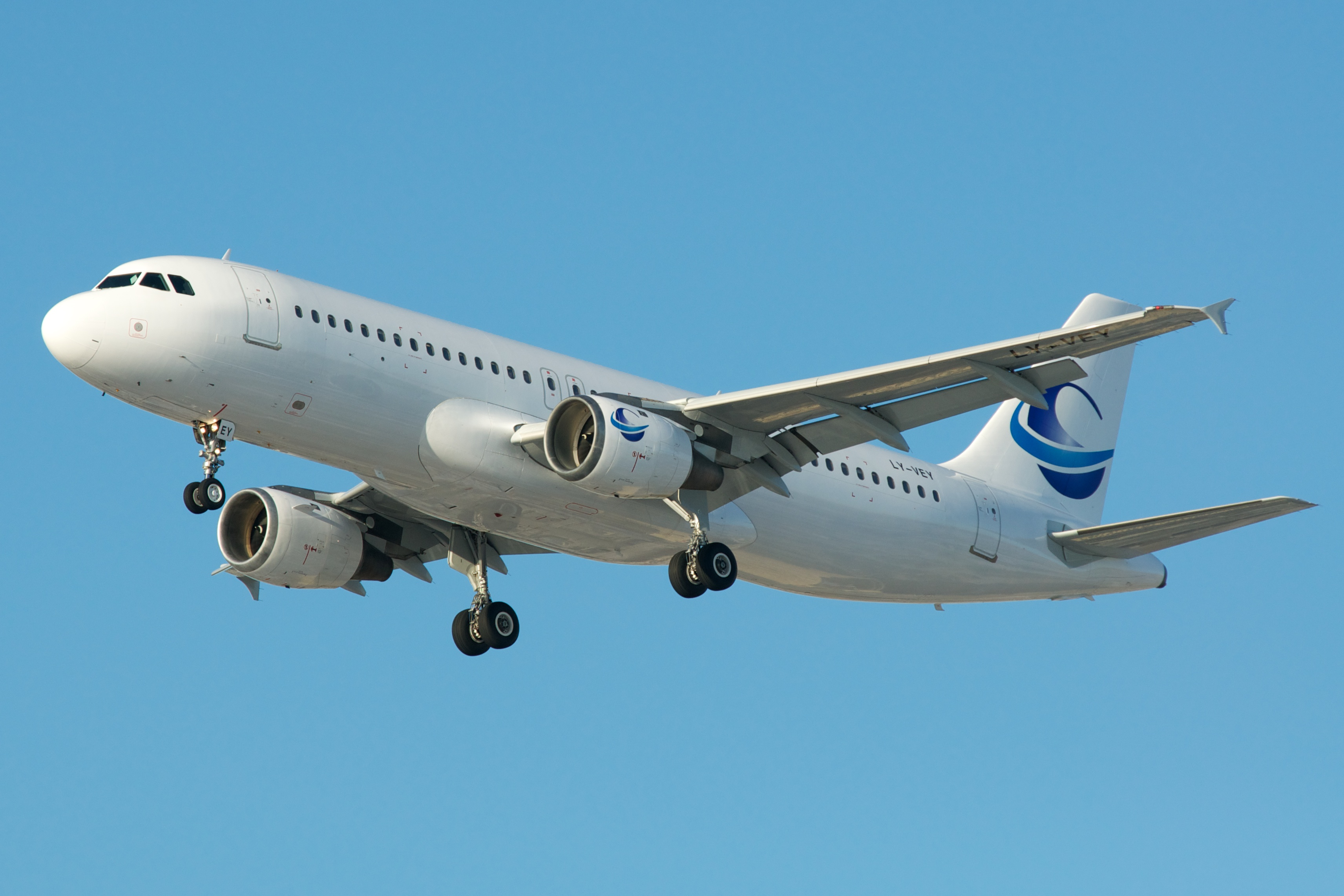
Avion Express Airbus A320-200

Depuis juin 2023, Avion Express exploite la flotte suivante:   
| Aircraft        | In Service | Passengers | Notes |
| --------------- | ---------- | ---------- | ----- |
| Airbus A320-200 | 36         | 180        |       |
| Airbus A321-200 | 3          | 220        |       |
| Total           | 39         |            |       |